# 黃浩霆
黃浩霆（英語：Justin Wong），香港男藝人，2009年參加商台選秀節目十人巷後參與森美小儀歌劇團。2015年獲選中港台劇那些年那些歌中與譚詠麟飾演父子，後加入香港電視網絡HKTV第一期藝員訓練班，2018年成為無綫電視藝員訓練班（短期）學員，於2019年畢業後加入無綫電視。

## 演出作品

### 電視劇
| 首播     | 劇名                     | 角色                           |
| 無綫電視 |                          |                                |
| 2019年   | 愛回家之開心速遞         | 安基孫 / 電視台PA              |
| 2020年   | 飛虎之雷霆極戰           | 兒童脫貧慈善酒會賓客（第17集） |
| 2020年   | 那些我愛過的人           | 便衣警察                       |
| 2020年   | 迷網                     | 友人（第4集）                  |
| 2020年   | 踩過界2                  | 郭琳同學                       |
| 2021年   | 陀槍師姐2021             |                                |
| 2021年   | 大步走                   | Tom Tom                        |
| 2021年   | 愛美麗狂想曲             | 模特兒（第6集）                |
| 2021年   | 伙記辦大事               |                                |
| 2021年   | 一笑渡凡間               | 書生（第16、18集）             |
| 2021年   | 刑偵日記                 | 軍裝警員                       |
| 2021年   | 七公主                   | 方嘉杰（Tommy仔）                |
| 2021年   | 我家無難事               | 客人 / 古惑仔                  |
| 2021年   | 把關者們                 | 盧少凱                         |
| 2021年   | 星空下的仁醫             | 崔醫生                         |
| 2021年   | 換命真相                 | 男中學生                       |
| 2021年   | 愛上我的衰神             | 工作人員                       |
| 2022年   | 異搜店                   | CID                            |
| 2022年   | 鐵拳英雄                 | 偽娘                           |
| 2022年   | 雙生陌生人               | 甘晉燊                         |
| 2022年   | 十八年後的終極告白2.0    | 畫室學生                       |
| 2022年   | 回歸光影頌: 究竟天有幾高 | 王志強                         |
| 2022年   | 回歸                     | 程式員                         |
| 2022年   | 白色強人II               | 陳志強                         |
| 2022年   | 痞子殿下                 | 烈風                           |
| 2022年   | 超能使者                 | 主播                           |
| 2022年   | 有種好男人               | 救護員                         |
| 2023年   | 黃金萬両                 | 公子                           |
| 2023年   | 新四十二章               | 阿文                           |
| 2023年   | 隱形戰隊                 | 藥廠職員                       |
| 2023年   | 隱門                     | 傷殘人士                       |
| 2023年   | 新聞女王                 | 邵俊龍                         |
| 2023年   | 神耆小子                 | 醫生                           |
| 2024年   | 反黑英雄                 | 麥火傑                         |
| 2025年   | 痞子無間道               | 青山                           |
| 2025年   | 奪命提示                 | 助手                           |
| HKTV     |                          |                                |
| 2014年   | 來生不做香港人           | Calvin                         |
| 2015年   | 第二人生                 | 華Dee                          |
| 2015年   | 還來得及再愛你           | 海量                           |
| 2015年   | 歲月樓情                 | 陸浩昌（青年）                 |
| 2015年   | 末日+5                   | 李日材（青年）                 |
| 2015年   | 三面形醫 第4集           | 燒傷青年                       |
| 2015年   | 開腦儆探                 | 辛浩廷 / 廷仔                  |

### 電視節目（無綫電視）
| 首播   | 節目名             | 暱稱     |
| 2021年 | 兒童節目 Hands Up  | 浩霆哥哥 |
| 2021年 | 兒歌金曲SUMMERFEST |          |

### 香港電台
| 首播   | 劇名                                            | 角色       |
| 2015年 | 獅子山下系列 － 獅子山下2015                    |            |
| 2015年 | 那些年‧那些歌－ 《怎去開始解釋這段情》 譚詠麟篇 | 譚詠麟兒子 |

### 電影
| 首播   | 劇名     | 角色     |
| 2015年 | 同班同學 | 天台男生 |

### 微電影
| 首播   | 劇名                              | 角色           |
| 2014年 | 康業信貸財務微電影《一世兄弟》    | 陳錦鴻（青年） |
| 2015年 | Moment Watches                    | 送貨員         |
| 2015年 | 三寶珠寶鐘《一分鐘》 第一集錶呈獻 | 阿明           |
| 2015年 | 好好家庭【爺爺2.0】               | 孫仔           |
| 2016年 | 信義啟航2016微電影                | 方正樂         |

### 舞台劇 / 舞台演出
| 年份   | 主辦單位           | 劇目                              | 角色   |
| 2009年 | 森美小儀歌劇團     | 《加樽抽》                        |        |
| 2010年 | 森美小儀歌劇團     | 《Prison De Ballet》              |        |
| 2010年 | 叱咤903            | 爆響口之唔出得街                  |        |
| 2011年 | 61制作             | 戀Love Love                       |        |
| 2011年 | 叱咤903            | 雲海當奴骷髏頭                    |        |
| 2011年 | 叱咤903            | 903 ALL STAR 籃球場               |        |
| 2015年 | Purple Music World | 音樂劇 - 綠野仙蹤之水晶公主的秘密 | 稻草人 |

## 內地演出

### 綜藝節目
| 年份   | 節目名              |
| 2016年 | 女神的選擇 真人Show |

### 網絡劇
| 首播   | 劇名               | 角色   |
| 2016年 | 刀劍繚亂           | 魚腸   |
| 2017年 | 超能偶像學院第一季 | 黃浩霆 |

## 廣告
- 可口可樂
- 位元堂
- Pizza Hut
- 邦民財務
- HKUSPACE
- 港鐵 - 港島線延伸至西區
- 民政事務署 2015
- OK 便利店
- Pepper Lunch
- Coppertone
- 夢幻西遊
- 運輸署「搭車顧自己 都要顧人哋」2019

## 獎項
- 城市電訊（香港）有限公司『最佳出勤獎』『最佳男同學』
- 香港電視HKTV第一期藝員訓練班『最佳男同學』
- 第七屆健康網上短片創作大賽（公開組）『最佳男主角』
- 北京電影學院（北京）培訓中心 超能偶像學院『最佳演員獎』

## 外部連結
- 黃浩霆在tvb.com的資料
- 黃浩霆的Facebook專頁
- 黃浩霆的Instagram帳戶